# Кубок Грузії з футболу 2014—2015
Кубок Грузії з футболу 2014–2015 — (також відомий як Кубок Давида Кіпіані) 25-й розіграш кубкового футбольного турніру у Грузії. Титул здобуло Динамо (Тбілісі).

## Перший раунд
| Команда 1                   | Заг.            | Команда 2               | 1-й матч | 2-й матч |
| --------------------------- | --------------- | ----------------------- | -------- | -------- |
| 19 серпня / 1 жовтня 2014   |                 |                         |          |          |
| Самгуралі (Цхалтубо) (2)    | 2:2 дч пен. 3:4 | Шукура                  | 1:1      | 1:1 дч   |
| Динамо (Батумі)             | 5:2             | Чиатура (2)             | 5:0      | 0:2      |
| 19 серпня / 30 вересня 2014 |                 |                         |          |          |
| Локомотив (Тбілісі) (2)     | 1:4             | Діла                    | 1:3      | 0:1      |
| 20 серпня / 30 вересня 2014 |                 |                         |          |          |
| Саповнела (2)               | 3:3 дч пен. 3:0 | Гурія                   | 2:1      | 1:2 дч   |
| Шкурі (2)                   | 0:7             | Колхеті-1913            | 0:1      | 0:6      |
| Самтредія                   | 7:1             | Бетлемі (2)             | 3:0      | 4:1      |
| Зугдіді                     | 4:3             | Хелвачаурі (2)          | 2:0      | 2:3      |
| Металург (Руставі)          | 3:3 (ч)         | Саско (2)               | 1:1      | 2:2      |
| Спартак-Цхінвалі            | 4:2             | Сабуртало (Тбілісі) (2) | 1:2      | 3:0      |
| 20 серпня / 1 жовтня 2014   |                 |                         |          |          |
| Мерцхалі (2)                | 3:7             | Мерані                  | 1:4      | 2:3      |
| Чхерімела (2)               | 2:6             | Торпедо (Кутаїсі)       | 0:1      | 2:5      |
| Гагра (2)                   | 3:6             | ВІТ Джорджія            | 2:4      | 1:2      |

## 1/8 фіналу
| Команда 1            | Заг.    | Команда 2          | 1-й матч | 2-й матч |
| -------------------- | ------- | ------------------ | -------- | -------- |
| 17/25 листопада 2014 |         |                    |          |          |
| Динамо (Батумі)      | 4:4 (ч) | Самтредія          | 4:1      | 0:3      |
| ВІТ Джорджія         | 4:3     | Сіоні              | 1:0      | 3:3      |
| 17/26 листопада 2014 |         |                    |          |          |
| Діла                 | 1:1 (ч) | Колхеті-1913       | 0:0      | 1:1      |
| Зугдіді              | 0:7     | Металург (Руставі) | 0:2      | 0:5      |
| Чихура               | 1:0     | Зестафоні          | 0:0      | 1:0      |
| Спартак-Цхінвалі     | 3:0     | Саповнела (2)      | 3:0      | 0:0      |
| Мерані               | 4:6     | Торпедо (Кутаїсі)  | 0:3      | 4:3      |
| 18/26 листопада 2014 |         |                    |          |          |
| Шукура               | 2:4     | Динамо (Тбілісі)   | 1:1      | 1:3      |

## Чвертьфінали
| Команда 1                | Заг. | Команда 2         | 1-й матч | 2-й матч |
| ------------------------ | ---- | ----------------- | -------- | -------- |
| 18 лютого/9 березня 2015 |      |                   |          |          |
| Спартак-Цхінвалі         | 8:6  | ВІТ Джорджія      | 4:5      | 4:1      |
| Металург (Руставі)       | 0:3  | Чихура            | 0:0      | 0:3      |
| Самтредія                | 2:1  | Торпедо (Кутаїсі) | 2:1      | 0:0      |
| Діла                     | 0:1  | Динамо (Тбілісі)  | 0:0      | 0:1      |

## Півфінали
| Команда 1        | Заг. | Команда 2        | 1-й матч | 2-й матч |
| ---------------- | ---- | ---------------- | -------- | -------- |
| 7/28 квітня 2015 |      |                  |          |          |
| Чихура           | 0:4  | Самтредія        | 0:1      | 0:3      |
| Динамо (Тбілісі) | 2:1  | Спартак-Цхінвалі | 2:0      | 0:1      |

## Фінал
| 26 травня 2015 17:00 (CET) |

| Динамо (Тбілісі)                                | 5:0      | Самтредія |
| ----------------------------------------------- | -------- | --------- |
| Папунаїшвілі 15', 53' Онву 50', 68' Волкові 87' | Протокол |           |

| Стадіон імені Михайла Месхі, Тбілісі Глядачів: 2 000 Арбітр: Марко Фріц (Німеччина) |